# Tapura haitiensis
Tapura haitiensis är en tvåhjärtbladig växtart som beskrevs av Ignatz Urban och Ekman. Tapura haitiensis ingår i släktet Tapura och familjen Dichapetalaceae. Inga underarter finns listade i Catalogue of Life.